# Chiloglanis ruziziensis
Chiloglanis ruziziensis là một loài cá thuộc họ Mochokidae. Nó được tìm thấy ở Burundi và Rwanda. Môi trường sống tự nhiên của nó là các con sông. Nó bị đe dọa do mất môi trường sống.